# Fiat 124 Sport Coupé
Fiat 124 Sport Coupé — це дводверне чотиримісне купе з задньою задньою частиною, яке вироблялося італійським автовиробником Fiat у трьох поколіннях між 1967 і 1975 роками. Автомобіль був розроблений на основі седана Fiat 124.

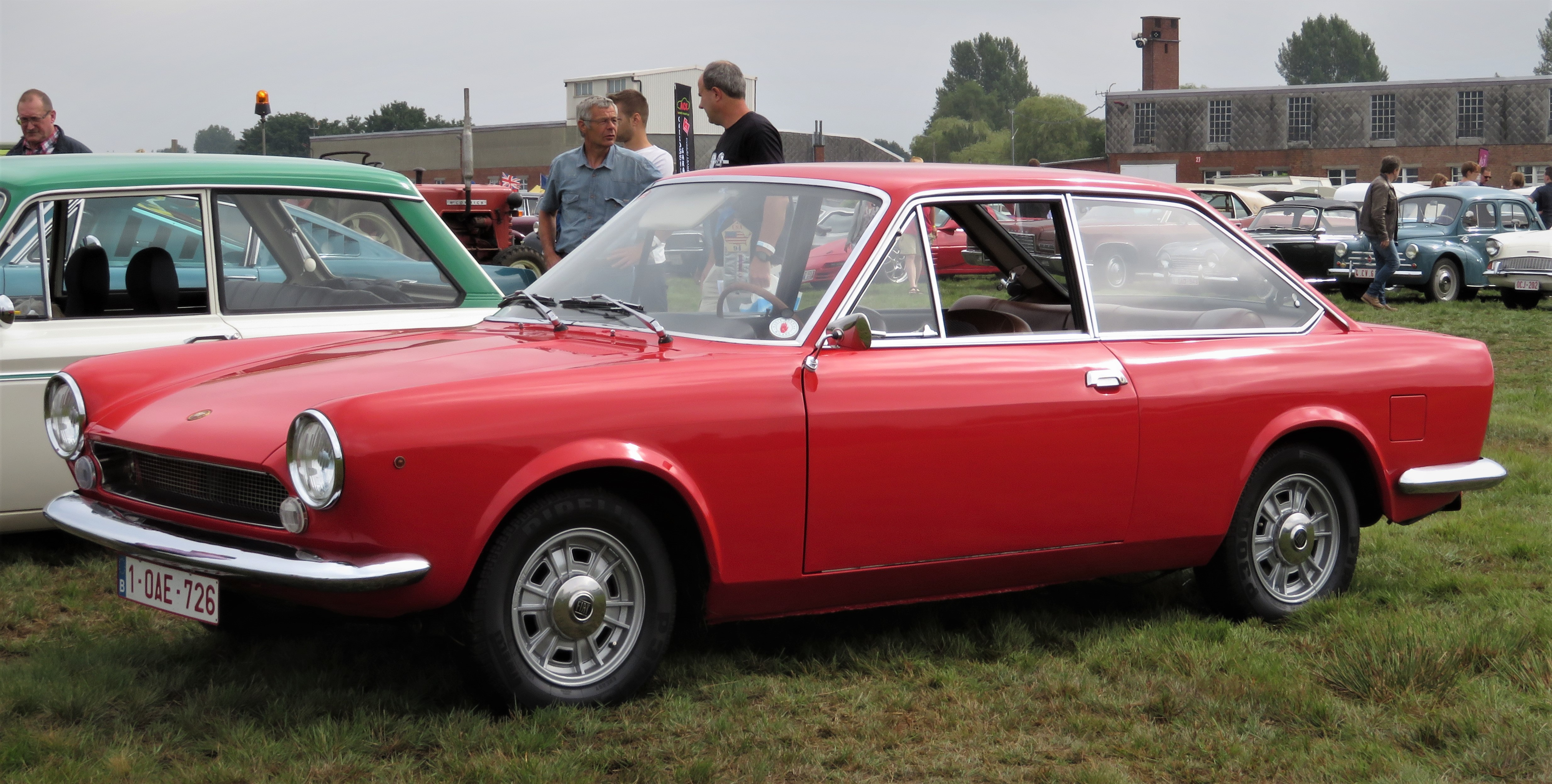
Fiat 124 Sport Coupé (Type 124 AC: 1967–1969)

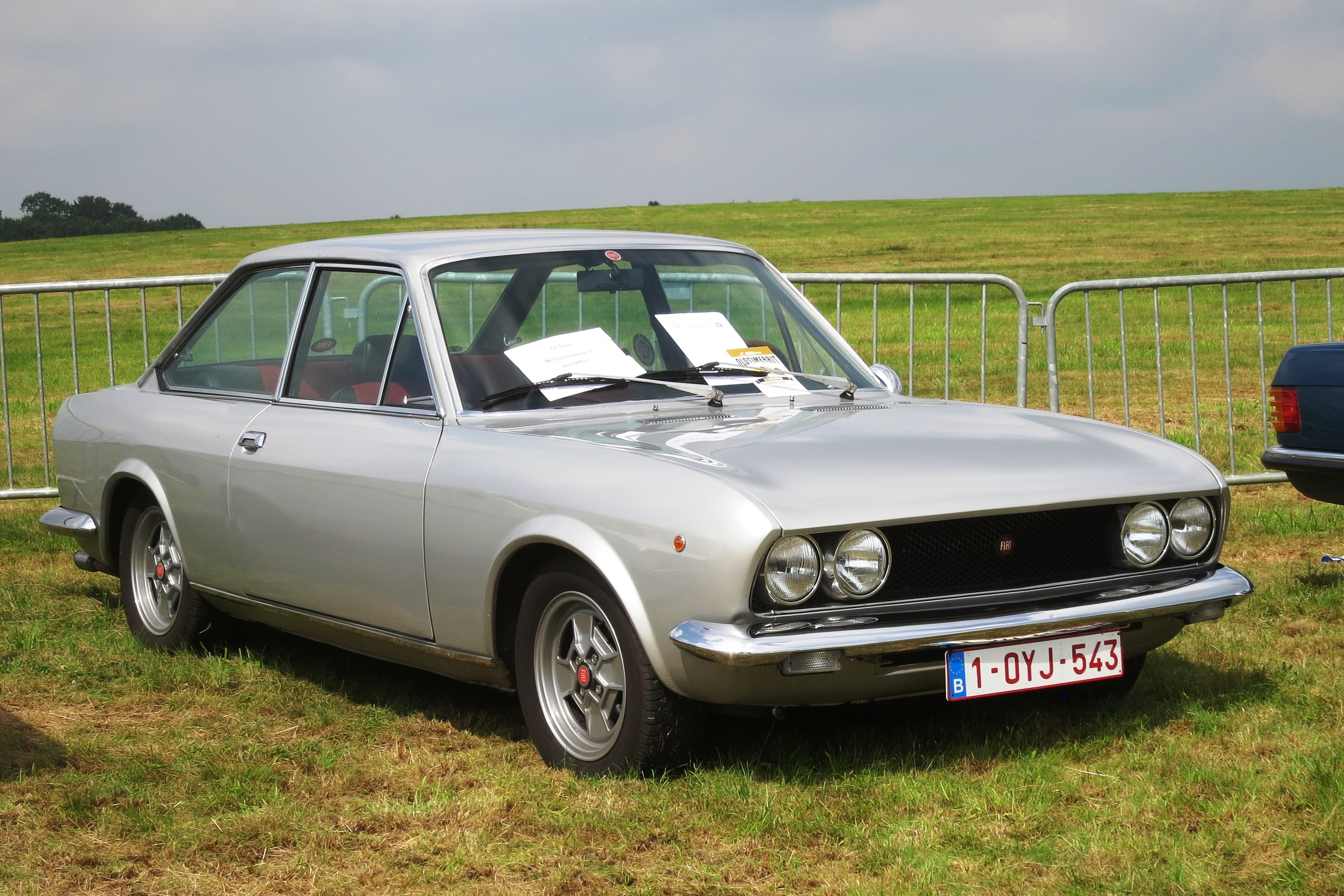
Fiat 124 Sport Coupé (Type 124 BC: 1969–1972)

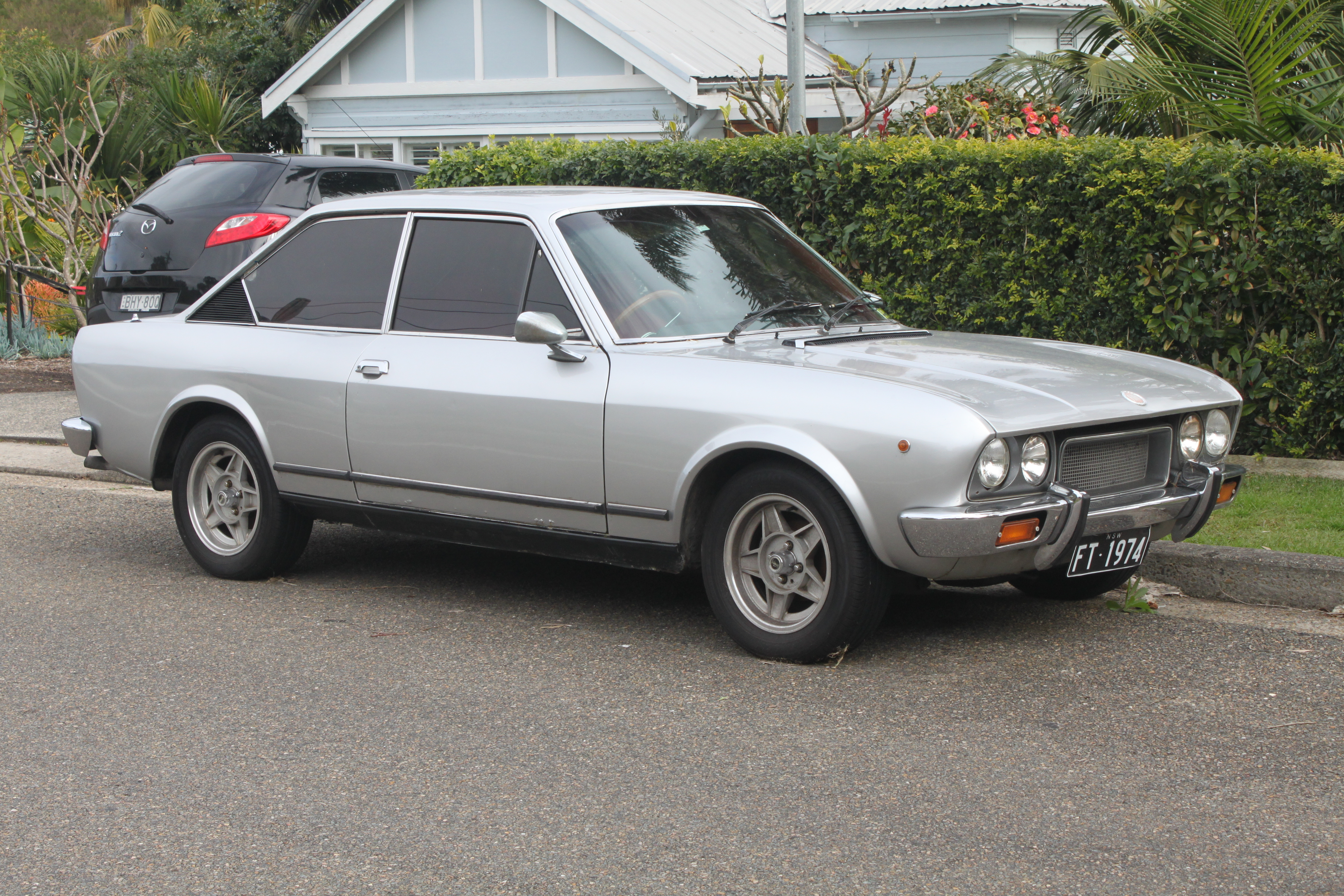
Fiat 124 Sport Coupé (Type 124 BC: 1969–1972)

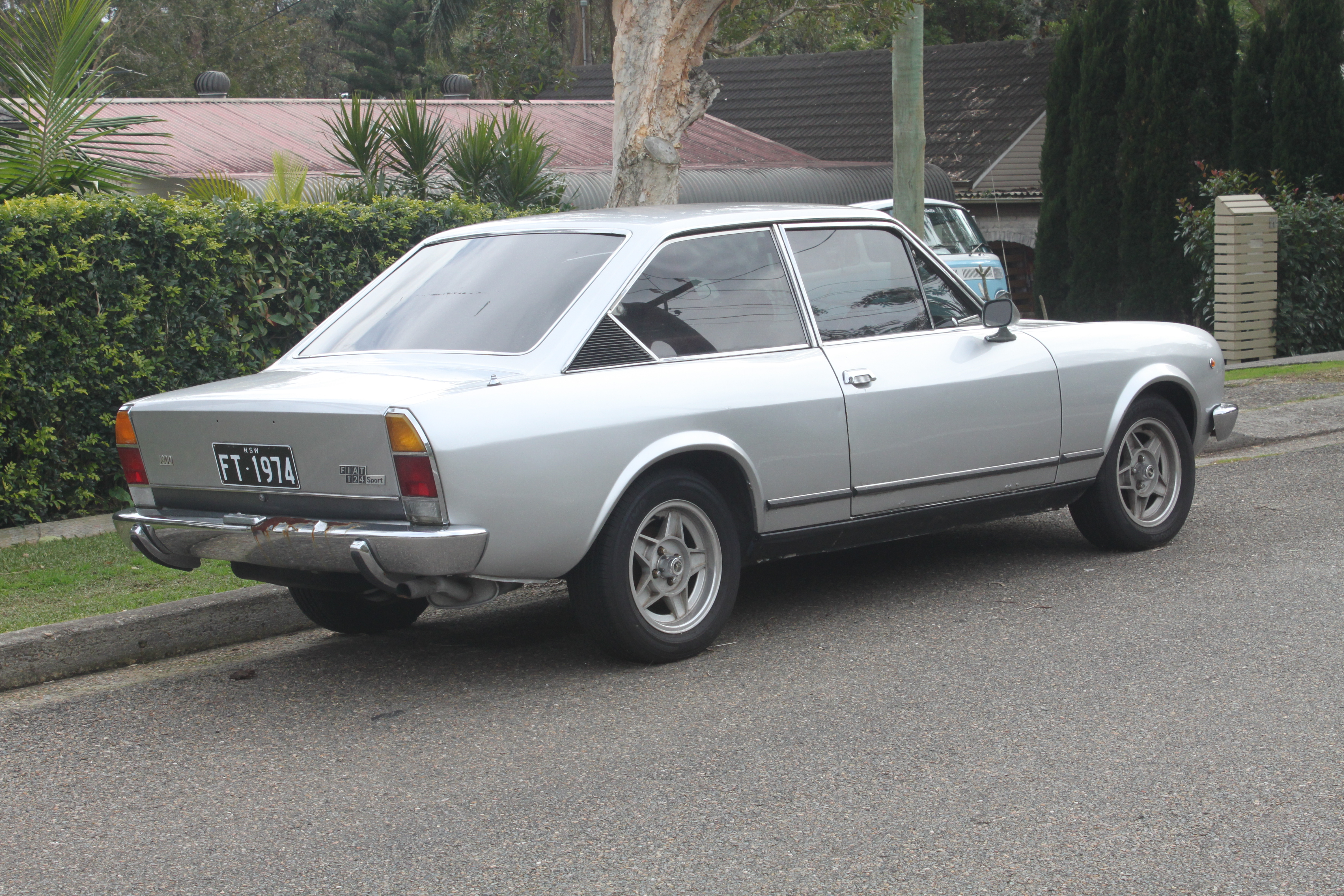
Fiat 124 Sport Coupé (Type 124 BC: 1969–1972)

Його чотирициліндровий алюміній і залізо, подвійний верхній кулачковий двигун Lampredi був розроблений колишнім інженером Ferrari Ауреліо Лампреді. Спочатку AC, або перше покоління, мав двигун об’ємом 1438 куб.см, який зріс до 1608 куб.см у другому поколінні, або BC. Третє покоління, або CC, вперше офіційно пропонувалося з двигуном об’ємом 1592 куб.см, а пізніше — з двигуном об’ємом 1756 куб.см (деякі ранні моделі CC виходили з заводу із двигунами об’ємом понад 1608 куб.см).
Обладнання включало п'ятиступінчасту коробку передач (хоча дуже ранні моделі змінного струму мали чотири швидкості), дискові гальма з приводом чотирьох коліс, подвійну поперечну передню підвіску, один карбюратор на циліндр (два подвійних карбюратора Weber або Solex на двигуні серії BC 1608 — за винятком версії для США, яка мала м'яку карбюрацію через обмеження викидів), електричний паливний насос (на серії CC) і підвіскою на гвинтових пружинах.
Fiat 124 Sport Coupé також був виготовлений за ліцензією в Іспанії з двигунами 1600 (FC-00) і 1800 (FC-02) як SEAT 124 Sport.

## Дизайн
124 Sport Coupé був розроблений Маріо Боано, відомим за дизайном кузова Ferrari 250 GT "Boano", як 2-дверне купе notchback. Було використано якомога більше деталей від седана FIAT 124 Berlina 1966 року. Боано був найнятий FIAT і призначений відповідальним за власний Centro Stile Fiat, тоді як культовий Fiat 124 Sport Spider з м’яким дахом, який також мав ту саму платформу, що й 124 Sedan, але мав на 14 см коротшу колісну базу, був переданий на аутсорсинг відомій італійській фірмі Carrozzeria Pininfarina.
Було виготовлено приблизно 113 000 купе AC, 98 000 купе BC 1438/1608 куб.см і приблизно 75 000 купе CC. Постійно вносилися зміни з усіма моделями, що робило їх майже індивідуальними за роками (наприклад, відсутність задньої поперечної стійки на автомобілях 1969 AC тощо).
Fiat 124 Spider Abarth поставлявся з подвійними карбюраторами Weber 44 IDF, на відміну від звичайних 124 купе та спайдерів, які були оснащені подвійними карбюраторами Weber 40 IDF.

## Двигуни
- 1400 (1438 куб.см) - 90 к.с. (66 кВт)
- 1600 (1608 куб.см) - 110 к.с. (81 кВт)
- 1600 (1592 куб.см) - 108 к.с. (79 кВт)
- 1800 (1756 куб.см) - 118 к.с. (87 кВт)

## SEAT 124 Sport

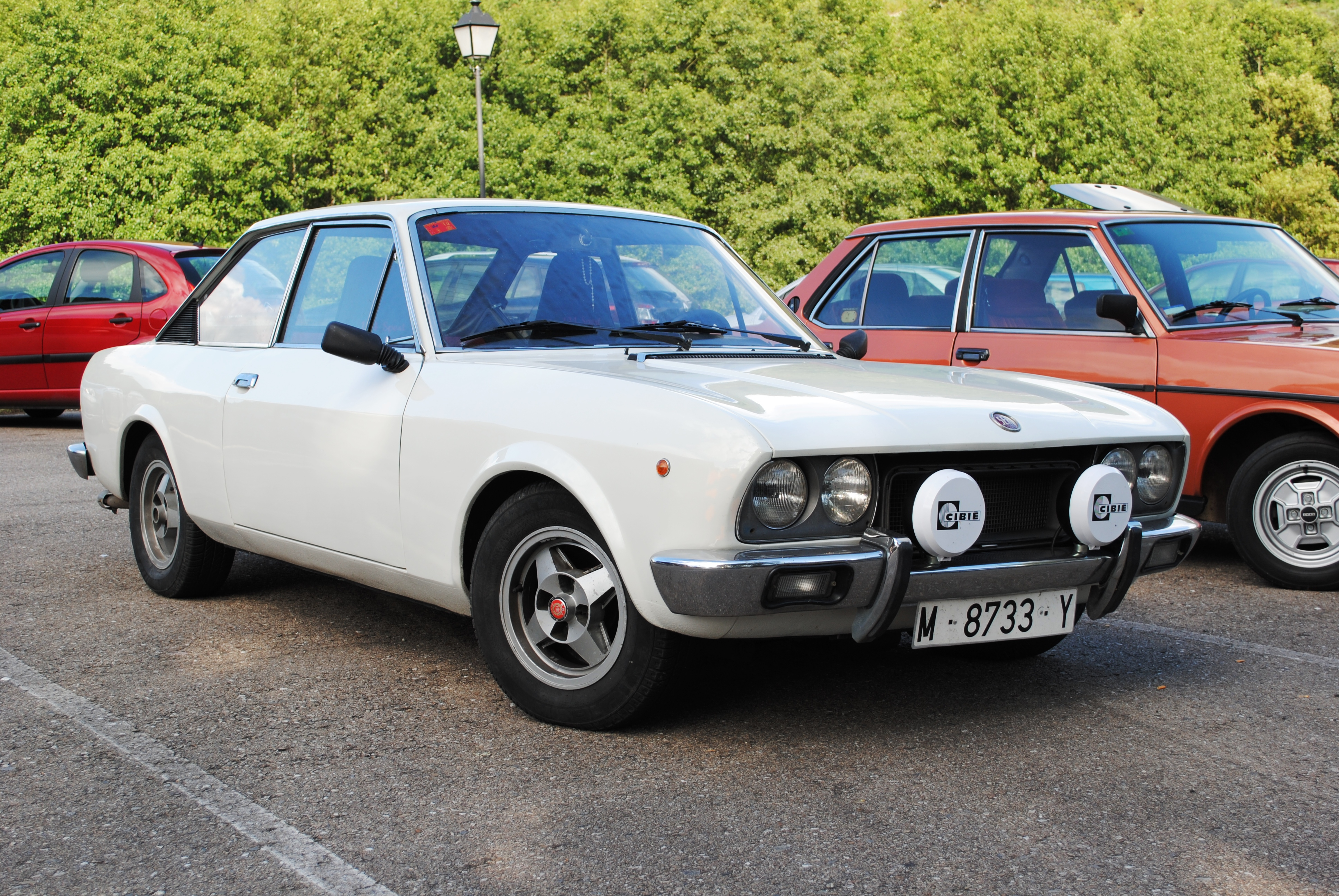
SEAT 124 Sport 1800

Автомобіль також був виготовлений з двигунами 1600 (FC-00) і 1800 (FC-02) за ліцензією в Іспанії як SEAT 124 Sport. Перша вироблена серія була еквівалентна серії BC версії Fiat і використовувала двигуни об'ємом 1608 куб.см з кодом FA, надані самим Fiat. Друга серія була прямою копією моделі CC і використовувала лише двигуни об’ємом 1756 куб.см, кодовані як FC, і менш поширений 132AC. Пізніше SEAT розробив потужності для виробництва власних двигунів цього сімейства, але, здається, версії Sport насправді виготовлялися в Італії.